# Bitexco Financial Tower

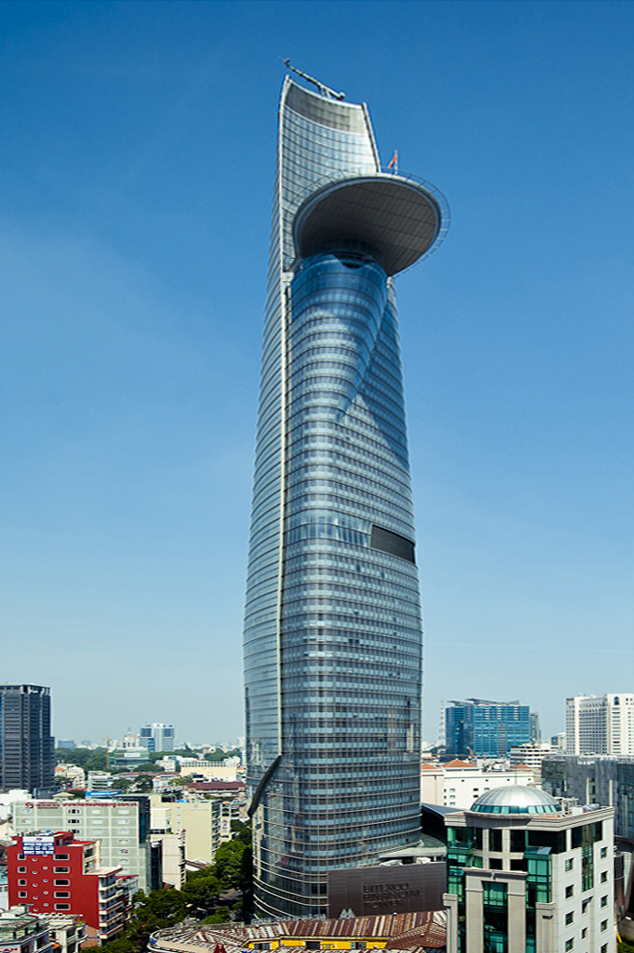
Bitexco Financial Tower

Bitexco Financial Tower este un zgârie-nori din orașul Hochiminh, Vietnam. Având 68 de etaje, clădirea are o înălțime de 262,5 metri (860 ft). Construcția lui a început în 2007, el fiind inaugurat oficial pe 31 octombrie 2010. Bitexco Financial Tower a fost cea mai înaltă clădire din Vietnam (între 2010 și 2011) până nu a fost surclasat de Keangnam Hanoi Landmark Tower pe 24 ianuarie 2011.